# Bryanne Stewart
Bryanne Stewart (Sydney, 1979. december 9. –) ausztrál teniszezőnő. Pályafutása során párosban három WTA és tizenegy ITF-tornát nyert meg. Legjobb páros világranglista-helyezése tizenhatodik volt, ezt 2005 júliusában érte el.

## Év végi világranglista-helyezései
| Év       | 1996 | 1997 | 1998 | 1999 | 2000 | 2001 | 2002 | 2003 | 2004 | 2005 |
| Helyezés | 853. | 430. | 307. | 284. | 168. | 187. | 174. | 367. | 485. | 908. |

## Külső hivatkozások
- Bryanne Stewart profilja a WTA oldalán (angolul)
- Bryanne Stewart profilja az ITF oldalán (angolul)
- Bryanne Stewart profilja a Billie Jean King-kupa oldalán (angolul)